# Olafur Eliasson
Olafur Eliasson (em islandês:  Ólafur Elíasson; Copenhague, 5 de fevereiro de 1967) é um artista islandês–dinamarquês conhecido por suas instalações artísticas esculpidas e em grande escala, empregando materiais elementares como luz, água e temperatura do ar para ampliar a experiência do espectador.
Em 1995, Olafur fundou o Studio Olafur Eliasson em Berlim, um laboratório de investigação espacial. Em 2014, Olafur e seu colaborador de longa data- o arquiteto alemão Sebastian Behmann – fundaram o Studio Other Spaces, um escritório de arquitetura e arte.
Olafur representou a Dinamarca na 50ª Bienal de Veneza em 2003 e mais tarde naquele ano instalou  The Weather Project, que tem sido descrito como "um marco na arte contemporânea", no Turbine Hall da Tate Modern, Londres.
Olafur participou de diversos projetos públicos, entre eles a intervenção Green River, realizada em diversas cidades entre 1998 e 2001; o Serpentine Gallery Pavilion 2007, em Londres, um pavilhão temporário projetado com o arquiteto norueguês Kjetil Trædal Thorsen ; e The New York City Waterfalls, encomendado pelo Public Art Fund em 2008. Olafur também criou o troféu Breakthrough Prize. Como grande parte de seu trabalho, a escultura explora o terreno comum entre arte e ciência; moldada na forma de um toróide, lembra formas naturais encontradas de buracos negros e galáxias até conchas e espirais de DNA
Olafur foi professor na Universidade de Artes de Berlim de 2009 a 2014 e professor adjunto na Escola Alle de Belas Artes e Design em Adis Abeba desde 2014. Seu estúdio está localizado em Berlim, Alemanha.

## Ligações extrernas
- Sítio oficial
- Video of Olafur Eliasson conference: The Sun has no money
- MoMA 2008: Olafur Eliasson: take your time (requires Flash Player)
- 1998 article from frieze
- Tate Modern: The Weather Project
- SFMOMA 2007: Olafur Eliasson Survey
- 'Take Your Time: Olafur Eliasson' at SFMOMA (requires Flash Player)
- Olafur Eliasson: Your Mobile Expectations
- Olafur Eliasson at the Fundación NMAC
- A Riverbed Inside The Museum. An interview with Olafur Eliasson, 2014 Video by Louisiana Channel
- Olafur Eliasson at TED
  - Olafur Eliasson: Playing with space and light (TED2009)